# 樋浦結花
樋浦 結花（ひうら ゆいか、1988年1月9日 - ）は、日本の女性ファッションモデルである。 樋浦舞花は姉にあたる。所属はトライアングルモデルズ 

## 人物
- ミステリー小説を読むことが好きである。
- 好きなアーティストは、安室奈美恵、SPEED。
- 甘いものが好きで、とくにチョコレート系が好きである。

## 経歴
- 『ViVi』の読者モデルとして活躍。
- 松迫愛実、姉の樋浦舞花からなるユニットmYmの一員としても活動中。
- 2010年3月6日、東京ガールズコレクションに出場。

## 出演

### テレビ
- めざましどようび（フジテレビ系・2010年4月 - ）「めざマル情報便サタデー」

### 映画
- 劇場版 ほんとうにあった怖い話 プレミアム 呪いの動画（2012年）